# ヨコハマBJブルース
『ヨコハマBJブルース』（よこはまビージェイブルース）は、1981年に公開された日本映画。松田優作自ら原案を手がけ、主演のみならず主題歌と挿入歌まで歌い、さらに松田たっての希望から『十三人の刺客』の工藤栄一監督がメガホンを取った、ハードボイルドアクション。
東映セントラルフィルム製作で、松田優作主演の作品としては、『最も危険な遊戯』から数えて5作目である。

## 惹句
優作、お前と会うのが楽しみだ!
ガッデム、今度は何をやらかすか!?

## ストーリー
横浜に住むBJは、毎晩場末のうらぶれたバーで歌っているブルースシンガー。だが歌だけでは食えない状態で、生活のために私立探偵紛いな副業でセコイ小銭を稼いでいる。そんなある日、失踪した少年・明の行方調査を依頼されたBJ。所在を見つけたものの、彼は闇組織、通称「ファミリー」のボスでゲイの牛宅麻の男娼となっていた。次の日、BJは久々に再会したニューヨーク時代の親友で刑事の椋を目の前で突然殺され、その上BJを何故か快く思っていなかった椋の同僚刑事・紅谷から殺人容疑をかけられて、取り調べと称したリンチを受ける。更に牛からも麻薬取引で運営している組織のメカニズムに触れたと見なされて命を狙われ、BJは窮地に陥る。

## スタッフ
- 監督：工藤栄一
- 企画：黒澤満、岡田裕
- プロデューサー補：青木勝彦
- 原案：松田優作
- 脚本：丸山昇一
- 撮影：仙元誠三
- 音楽：クリエイション
- 主題歌：「ブラザーズ・ソング」
- 挿入歌：「HARDEST DAY」（ビクターレコード）
- 唄：松田優作
- 美術：今村力
- 録音：宗方弘好
- 照明：渡辺三雄
- スチール：関谷嘉明
- 編集：田中修
- 記録：今村治子
- 助監督：小池要之助
- 擬斗：林邦史朗
- カースタント：三石千尋＆スタントマンチーム
- テクニカルアドバイザー：トビー門口
- 衣装：第一衣装
- 現像：東映化学
- 製作協力：東映芸能ビデオ
- 製作：東映セントラルフィルム

## キャスト
- BJ：松田優作
- 椋民子：辺見マリ
- 蟻鉄雄：蟹江敬三
- 近藤明：田中浩二
- ヨシヲ：山田辰夫
- 紅谷悟志：山西道広
- 林ミドリ：鹿沼えり
- 腰川 - 清水宏
- 日向和美：岡本麗
- 牛宅麻：財津一郎
- 安永：安岡力也
- 堀功：殿山泰司
- 木下 - 友金敏雄
- 近藤こずえ：馬渕晴子
- 除除：宇崎竜童（友情出演）
- 椋圭介：内田裕也
- その他；堀礼文、戸井十月、立川光貴、貞永敏、笠野賢二、重松収、山下宏、速水隆、奥村公延、榎木兵衛、橘雪子、西村裕子、関口ますみ、工藤啓子、劇団GAYA

## 劇中に流れた松田優作全歌唱曲
「灰色の街」（作詞：松田優作、作曲：李世福、編曲：クリエイション）
「ブラザーズ・ソング」（作詞：大津あきら、作曲：鈴木キサブロー、編曲：今剛、ChoArr：川村栄二）
後に仲村トオルがカバーした（編曲：西本明、ChoArr：景家淳）。
「YOKOHAMA HONKY TONK BLUES」（作詞：藤竜也、作曲：エディ藩、編曲：竹田和夫）
「マリーズ・ララバイ」（作詞：大津あきら、作曲：鈴木キサブロー、編曲：今剛、ChoArr：川村栄二）

## エピソード
- 発端からラストのオチにいたるまでほとんどパクリではないかと思われるほど、ロバート・アルトマン監督『ロング・グッドバイ』に酷似している。松田優作自身も公開当時の『週刊朝日』誌上のインタビューにて、「話のヒントにした」といささかあっけらかんとした調子で公言している。とはいえ、工藤栄一監督独特の光と影のコントラストが利いた映像もさることながら、何よりも松田のブルースシンガーとしての一面がスクリーン上で披露される等、最もパーソナルな作品となっている。
- 松田と工藤は、その後『火曜サスペンス劇場』の一篇として作られた『死の断崖』（1982年）で再びコンビを組み、松田唯一の監督作品『ア・ホーマンス』では鉄砲玉に射殺されるヤクザ組長役で工藤監督が出演している。そして松田の三回忌にあたる1991年に制作された『泣きぼくろ』にて、工藤監督は「灰色の街」「マリーズ・ララバイ」を挿入歌として使用することでオマージュを捧げた。
- “ブルースシンガー”松田優作としての3枚目のアルバム『HADEST DAY』のジャケット写真は、“BJ”役としての松田の姿だった。アルバムは映画公開4日前の1981年4月21日にリリースされ、映画にも挿入歌としてアルバム名がクレジットされているので、連動企画の色合いが強い。
- 大森南朋は『スタジオパークからこんにちは』にゲスト出演した際、NHK制作の主演ドラマ『ハゲタカ』で共演した松田龍平の無精髭姿を見て、「『ヨコハマBJブルース』の時の父親にソックリだなと思った」と語っていた。